# Стенлі Н. Коен
Стенлі Норман Коен (англ. Stanley Norman Cohen; нар. 17 лютого 1935) — американський генетик, професор Школи медицини Стенфордського університету. Разом з Гербертом Бойєром були першими вченими, які пересадили гени одного живого організму в інший, що стало основоположним відкриттям для розвитку генної інженерії. На основі цієї праці було створено безліч продуктів, у тому числі людський гормон росту та вакцину проти гепатиту В. За словами імунолога Г'ю Макдевітта, «технологія клонування ДНК Коена допомогла біологам практично в усіх галузях». Без цього «обличчя біомедицини та біотехнології виглядало б зовсім по-іншому». У 1976 році Бойєр став співзасновником Genentech на основі їхньої з Коеном співпраці, але Коен тоді був консультантом Cetus Corporation і відхилив пропозицію приєднатися. У 2022 році науковця визнали винним у шахрайстві через введення в оману інвесторів біотехнологічої компанії, яку він заснував у 2016 році, і змусили сплатили 29 мільйонів доларів США як компенсацію.

## Ранні роки
Коен народився в Перт-Ембой, Нью-Джерсі. У 1956 році отримав ступінь бакалавра, закінчивши Ратгерський університет, а в 1960 році — ступінь доктора медичних наук у Школі медицини Пенсильванського університету Потім Коен проходив стажування та стипендії в різноманітних установах, зокрема в лікарні Маунт-Сінай у Нью-Йорку, університетській лікарні в Енн-Арборі, штат Мічіган, і лікарні університету Дьюка в Даремі, штат Північна Кароліна. Навчаючись на ординатурі в Національному інституті артриту та метаболічних захворювань, Коен вирішив поєднати фундаментальні дослідження з клінічною практикою. У 1967 році був доктором наук у Медичному коледжі Альберта Ейнштейна.

## Кар'єра
Коен приєднався до викладацького складу Стенфордського університету в 1968 році. У 1975 році його призначили професором медицини, а в 1977 році — професором генетики. У 1993 році Коен став Kwoh-Ting Li професором генетики.
У Стенфорді він розпочав дослідження у сфері бактеріальних плазмід, намагаючись зрозуміти, як за допомогою генів плазмід зробити бактерій стійкими до антибіотиків. На конференції з плазмід у 1972 році він познайомився з Гербертом В. Боєром і зрозумів, що їхні інтереси та дослідження співпадають. Плазміди надсилали між Стенлі Коеном, Енні CY Чанг та іншими в Стенфорді, а також Гербертом Боєром і Робертом Б. Хеллінгом з Каліфорнійського університету в Сан-Франциско. Стенфордські дослідники виділили плазміди та відправили їх команді з Сан-Франциско, яка розрізала їх за допомогою рестриктази EcoRI. Фрагменти проаналізували та відправили назад до Стенфорда, де Коен з командою ввели їх у Escherichia coli. Потім обидві лабораторії виділили та проаналізували щойно створені рекомбінантні плазміди.
Ця співпраця дала помітні результати для розвитку методів комбінування та переносу генів, зокрема публікація 1973 року «Конструкція біологічно функціональних бактеріальних плазмід in vitro» Коена, Чанга, Боєра та Хеллінга Окрім того, що різні плазміди E. coli були об'єднані та вбудовані назад у клітини E. coli, ці клітини успішно ділилися та передавали рекомбінатну ДНК нащадкам. Подальші експерименти з перенесення генів плазміди Staphylococcus в E. coli, показали, що гени можна пересаджувати між видами. Ці відкриття стали ознакою народження генної інженерії та принесли Коену низку важливих нагород, починаючи з премії Альберта Ласкера за фундаментальні медичні дослідження в 1980 році за «його творчі та наполегливі дослідження бактеріальних плазмід, за відкриття нових можливостей для дослідження генетики клітин та керування нею, а також для створення біологічної перспективи методології рекомбінантної ДНК».
У 1976 році Коен став співавтором пропозиції щодо єдиної номенклатури для бактеріальних плазмід (разом з Ройстоном С. Клоусом, Роєм Кертіссом III, Наомі Даттою, Стенлі Фалькоу та Річардом Новіком). З 1978 по 1986 рік Коен працював головою кафедри генетики Стенфордського університету.
Протягом 1970-х і 1980-х років Коен був активним прихильником потенційних переваг технології рекомбінантної ДНК. Він був одним з підписантів «листа Берга» в 1974 році, в якому закликали до добровільного мораторію на деякі види досліджень до оцінки ризику. Коен також був присутній на Асиломарській конференції з рекомбінантної ДНК у 1975 році, і, як повідомив вчений, йому був неприємний процес і тон зустрічі. Генетик активно брав участь у дискусії щодо рекомбінантної ДНК, коли уряд Сполучених Штатів намагався розробити політику дослідження ДНК. Зусилля уряду призвели до створення Консультативного комітету з рекомбінантної ДНК і публікації «Рекомендацій щодо дослідження рекомбінантної ДНК» у 1976 році, а також подальших звітів і рекомендацій на цю тему. Коен підтримав пропозицію Baltimore-Campbell, пояснюючи це тим, що рекомендований рівень обмежень для певних типів досліджень має бути знижений. Це невеликий ризик і пропозиція має бути «нерегулюючим кодексом стандартної практики».
Зараз Коен обіймає посаду професора генетики та медицини в Стенфорді, де працює над науковими проблемами, що пов'язані з ростом і розвитком клітин, включно з механізмами успадкування та еволюціонування плазмід. Він продовжив досліджувати роль плазмід у стійкості до антибіотиків. Зокрема, він вивчає мобільні генетичні елементи, такі як транспозони, які можуть «стрибати» між штамами бактерій. Коен розробив методи вивчення поведінки генів в еукаріотичних клітинах за допомогою «генів-репортерів».

### Плазміда pSC101

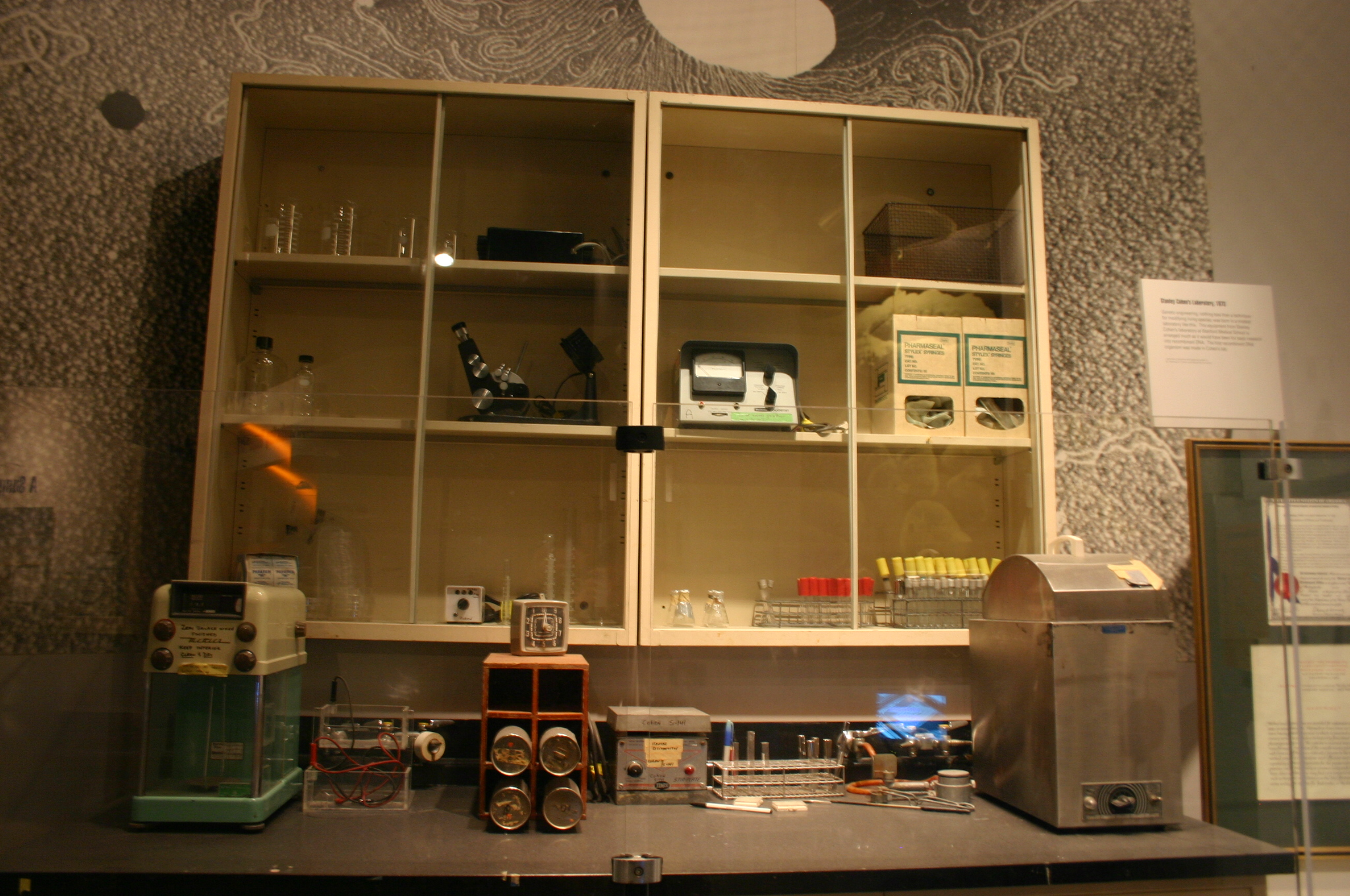
Лабораторія генної інженерії Стенлі Нормана Коена, 1973 р. — Національний музей американської історії

У 1973 році Стенлі Коен і Герберт Бойєр провели один із перших експериментів з генної інженерії. Він продемонстрував, що ген рибосомальної РНК жаби можна переносити в бактеріальні клітини та експресувати. Спочатку генетики розробили метод хімічної трансформації клітин Escherichia coli, потім сконструювали плазміду, яка виступала вектором, під назвою pSC101. Ця плазміда містила один сайт зв'язування з ферментом рестрикції EcoRI і ген резистентності до тетрацикліну. Фермент рестрикції EcoRI використали для сегментації ДНК жаби. Після цього фрагменти ДНК жаби поєднували з плазмідою, яка також була розділена EcoRI. Липкі кінці сегментів ДНК вирівнювалися, після чого зшивалися ДНК-лігазою. Після цього плазміди вводили в штам E. coli і висівали на тетратицклін-вмісне поживне середовище. Клітини з плазмідою, що несе ген стійкості до тетрацикліну, росли й утворювали колонію бактерій. Деякі з цих колоній складалися з клітин, які несли ген рибосомальної РНК жаби. Отримані колонії Коен і Бойєр дослідили на наявність в клітинах РНК жаби

### Патенти
На початках Коен і Бойєр не замислювались про патентування своєї роботи. Проте у 1974 році вони погодилися подати спільну патентну заявку, яку адміністрували через Стенфорд, і таким чином принесли користь обом університетам. Зрештою було видано три патенти на процес Бойєра-Коена: один на сам процес (1980), один на прокаріотичних носіїв (1984) і один на еукаріотичних носіїв (1988). Ліцензії надавалися не лише за «помірну плату». :166Чотириста сімдесят вісім компаній отримали ліцензії, що зробило патент однією із п'яти причин найбільших надходжень університету. Тисячі продуктів були розроблені на основі патентів Бойєра-Коена. :162,166Проте патенти також викликали суперечки через їх обсяг, оскільки вони заявляли про фундаментальну технологію сплайсингу генів і призвели до багатьох проблем щодо дійсності патентів у 1980-х роках. Патенти були незвичайними тим, що вони домінували майже над усіма іншими патентами в галузі молекулярної біотехнології. В жодній царині не було настільки всеосяжного явища. Це також змусило університети по всьому світу усвідомити комерційну цінність наукової роботи їх викладацького складу.

### Справа про шахрайство Нуредіса
У 2018 році Крістофер Алафі подав до суду на Коена за введення в оману інвесторів біотехнологічної компанії Nuredis і приховування деталей несхвалення FDA препарату, який Коен створив для лікування хвороби Хантінгтона. Після тривалого судового процесу Коена визнали винним у «різновиді справжнього шахрайства та … обману», і він зізнався, що надав суду хибні свідчення, хоча його не визнали винним в умисному введенні інвесторів в оману. Препарат, розроблений Коеном, був вилучений FDA в 1976 році через його побічні ефекти, які в деяких випадках могли призводити до втрати кінцівок і смерті. Як відшкодування Коен заплатив 29,2 мільйона доларів.
- 1979 обраний членом Національної академії наук[36]
- 1980 Премія Альберта Ласкера за фундаментальні медичні дослідження[19]
- 1981 Премія Вольфа з медицини[37][38]
- 1988 Національна медаль науки від президента Рейгана[39][40]
- 1989 Національна медаль за технології (спільно з Гербертом Боєром) від президента Буша[41]
- 1996 Лемельсон-MIT Prize[42]
- 2001 Національний зал слави винахідників[43]
- 2004 Премія Медичного центру Олбані (розділена з Гербертом Боєром)[44]
- 2004 Премія Шоу в галузі науки про життя та медицини (розділена з Гербертом Боєром)[45][46]
- 2006 обраний членом Американського філософського товариства[47]
- Медаль «Подвійна спіраль» 2009[48]
- 2016 Нагорода біотехнологічної спадщини, від Організації біотехнологічної промисловості (BIO) та Фонду хімічної спадщини[49]